# مستشفى دسوق العام
مستشفى دسوق العام، هو مستشفى عام حكومي بمدينة دسوق شمالي مصر، يتبع مديرية الشئون الصحية بمحافظة كفر الشيخ التابعة لوزارة الصحة والسكان.
المستشفى يقع شمالي مدينة دسوق؛ وتحديداً في حي شمال، ويضم المستشفى نحو 200 سرير وكافة العيادات الخارجية، كما يضم وحدة أشعة مقطعية، وعيادة نفسية وعصبية، وجهاز موجات صوتية على القلب، ووحدة حروق تحتوي علي 10 أسرّة، كما يوجد قسم لفرز وعزل مصابي فيروس كورونا.